# Nils Gunnar Nilsson
Nils Gunnar Nilsson, född 1935, död 2017, var en svensk tidningsman.
Nilsson var verksam som kulturredaktör, först på Kvällsposten och från 1974 till sin pension på Sydsvenska Dagbladet, och i denna roll lanserade han med framgång flera nya skribenter. Han var också en framstående kännare av Sveriges bokmarknad.